# Michael B. Donley
Michael Bruce Donley, född 4 oktober 1952 i Novato i Kalifornien, är den amerikansk ämbetsman som haft flera befattningar inom USA:s försvarsdepartement, varav den högsta var som USA:s flygvapenminister, först som tillförordnad under 1993 och som ordinarie 2008–2013.

## Biografi
Michael Donley tjänstgjorde som underbefäl i arméns specialförband, 18th Airborne Corps och 5th Special Forces Group, 1972–1975. Efter militärtjänstgöringen studerade han vid University of Southern California, och han tog som huvudämne internationella relationer i både grund- (1977) och mastersexamen (1978). Efter att han erhöll sin mastersexamen var han redaktör för tankesmedjan Heritage Foundations publikation National Security Record.
Donley var från 1979 och under de två nästföljande åren assistent åt senator Roger Jepsen. Mellan 1981 och 1984 arbetade han som opolitisk tjänsteman för senatens försvarsutskott (Senate Armed Services Committee). Donley tjänstgjorde vid nationella säkerhetsrådets stabs militäravdelning mellan 1984 och 1989. Under tiden där organiserade han Packard-kommissionen rörande försvarsdepartementens organisation, samt koordinerade från vita husets sida den blivande Goldwater-Nicholslagen. Det sista året var han ställföreträdande exekutivsekreterare. Donley utnämndes 1989 av president George H.W. Bush till statssekreterare i flygvapendepartementet med ansvar för budget- och ekonomistyrning. Mellan den 20 januari 1993 och fram till den 13 juni 1993 var han tillförordnad flygvapenminister, i väntan på att Clinton-administrationen skulle utnämna en efterträdare.
Mellan 1993 och 1996 var han Senior Fellow vid tankesmedjan Institute for Defense Analysis. Från 1996 och fram till 2005 var han vice-chef för försvarsindustriföretaget SAIC:s (Science Applications International Corporation) dotterbolag Hicks and Associates, Inc.. Som sidouppdrag var han för en tid särskild rådgivare för utrikesdepartementet i frågor rörande Bosnien-Hercegovina.
Han tillträdde 2005 som försvarsdepartementets förvaltningschef (Director of Administration and Management) och chef för Washington Headquarters Services, en post som han hade fram tills juni 2008. Försvarsminister Robert Gates gav i juni 2008 både flygvapenminister Michael Wynne och flygvapenstabschefen T. Michael Moseley sparken för att bristande säkerhetsrutiner kring flygvapnets kärnvapenstridsspetsar uppenbarats. Donley fick (åter) rycka in som tillförordnad flygvapenminister, men den här gången blev han utnämnd som ordinarie och tillträdde som Förenta staternas 22:a flygvapenminister i oktober 2008. Donley och flygvapenstabschefen Norton A. Schwartz stödde öppet, till skillnad från sina företrädare, försvarsminister Gates mål att avsluta produktionen av det avancerade jaktflygplanet F-22 Raptor i 187 exemplar.
I likhet med försvarsminister Gates är Donley en av få politiskt tillsatta befattningshavare i försvarsdepartementet som kvarstår från Bush-administrationen. 

### Notförteckning
1. ↑  läs online, www.airforcemag.com .[källa från Wikidata]